# Derek Ramsay
Derek Ramsay é um ator e modelo filipino.

## Filmografia

### Televisão
| Ano       | Título                                                           | Papel                             | Emissora    |
| 2013      | Undercover                                                       | Roy Velasco                       | TV5         |
| 2013      | The Ryzza Mae Show                                               | Guest                             | GMA Network |
| 2001-2013 | Eat Bulaga!                                                      | Ele mesmo                         | GMA Network |
| 2013      | Kidlat                                                           | Voltaire/Kidlat                   | TV5         |
| 2012      | The Amazing Race Philippines                                     | Ele mesmo                         | TV5         |
| 2011      | The Biggest Loser: Pinoy Edition                                 | Ee mesmo                          | ABS-CBN     |
| 2011      | Your Song Presents: Kim                                          | Ariel                             | ABS-CBN     |
| 2010      | Magkaribal                                                       | Louie Villamor                    | ABS-CBN     |
| 2010      | Habang May Buhay                                                 | Samuel David Corpuz/David Briones | ABS-CBN     |
| 2009      | Precious Hearts Romances Presents: Ang Lalaking Nagmahal Sa Akin | Zephy McNally                     | ABS-CBN     |
| 2009      | The Wedding                                                      | Warren/Philip Garcintorena        | ABS-CBN     |
| 2009      | Komiks Presents: Nasaan Ka Maruja?                               | Romualdo Santiago/Ross Lozano     | ABS-CBN     |
| 2009      | Your Song Presents: Feb-ibig                                     | Raphael                           | ABS-CBN     |
| 2008      | Maalaala Mo Kaya: Boarding House                                 | Richard                           | ABS-CBN     |
| 2008      | Maalaala Mo Kaya: Isda                                           | Buboy                             | ABS-CBN     |
| 2008      | Maalaala Mo Kaya: Mansyon                                        | Chris                             | ABS-CBN     |
| 2008      | 1 vs. 100                                                        | Ele mesmo                         | ABS-CBN     |
| 2007      | Maging Sino Ka Man: Ang Pagbabalik                               | Joaquin de Los Santos             | ABS-CBN     |
| 2007      | U Can Dance Ver. 2                                               | Co-host                           | ABS-CBN     |
| 2007–2008 | Ysabella                                                         | Chef Mito Valenzuela              | ABS-CBN     |
| 2007      | Your Song Presents: Upside Down                                  | Robert                            | ABS-CBN     |
| 2006      | U Can Dance                                                      | Co-host                           | ABS-CBN     |
| 2006      | Maalaala Mo Kaya: Love Letters                                   | Arnel                             | ABS-CBN     |
| 2006–2007 | Super Inggo                                                      | Machete                           | ABS-CBN     |
| 2005–2006 | Ang Panday                                                       | Kahimu                            | ABS-CBN     |
| 2005      | Entertainment Konek                                              | Co-host                           | ABS-CBN     |
| 2005      | MTV Philippines                                                  | VJ                                | MTV         |

## Cinema
| Ano  | Título                            | Papel           | Produção                        |
| 2013 | Corazon Ang Unang Asawang"        | Daniel          | Star Cinema & Skylight Films    |
| 2012 | A Secret Affair                   | Anton           | Viva Films                      |
| 2012 | Boy Pick-Up: The Movie            | Motorista       | Regal Entertainment & GMA Films |
| 2012 | Corazon: Ang Unang Aswang         | Daniel          | Star Cinema & Skylight Films    |
| 2011 | The Unkabogable Praybeyt Benjamin | Brandon Estolas | Star Cinema & Viva Films        |
| 2011 | No Other Woman                    | Ram Escaler     | Star Cinema & Viva Films        |
| 2009 | I Love You, Goodbye               | Gary Angeles    | Star Cinema                     |
| 2009 | And I Love You So                 | Oliver Cruz     | Star Cinema                     |
| 2009 | Tenement 2                        | Jeremy          | Star Cinema                     |
| 2007 | Sakal, Sakali, Saklolo            | Ronnie          | Star Cinema                     |
| 2006 | One More Chance                   | Mark            | Star Cinema                     |
| 2006 | Kasal, Kasali, Kasalo             | Ronnie          | Star Cinema                     |
| 2005 | Matakot Ka Sa Karma               | Jaime           | Canary Films                    |